# Tony Johnstone
Anthony Alastair Johnstone (Bulawayo, Rhodesië, 2 mei 1956) is een golfprofessional en tevens verslaggever uit Zimbabwe.
Johnstone woont al jaren met zijn vrouw en twee kinderen in Sunningdale. Hij groeide op in Rhodesië, waar hij naar het Christian Brothers College ging.

## Amateur
Van 1976-1979 zat Johnstone in de nationale selectie.
- Eisenhower Trophy: 1976

## Professional
Johnstone werd in 1979 professional en speelde voornamelijk op de Europese Tour (ET) en de Zuid-Afrikaanse Sunshine Tour {ST}.
In 2004 werd bij hem de diagnose multiple sclerose gesteld, wat het voortijdig einde van zijn golfcarrière leek te betekenen. De MS lijkt niettemin onder controle en in 2006 begon hij op de European Seniors Tour (Sr) te spelen. Daarop won inmiddels twee toernooien.
Johnstone had in Europa altijd dezelfde caddie, zijn zwager. Zijn putting-stijl was van veraf te herkennen, want voordat hij de put speelde, stond hij eindeloos heen en weer te dribbelen.
Uit de statistieken van de Europese Tour blijkt dat hij uitblinkt in kort spel en in 1998, 1999 en 2000 bovenaan de lijst stond.

#### Gewonnen
Sunshine Tour
- 1984: South African Open, Charity Classic, South African Masters
- 1986: Goodyear Classic
- 1987: ICL International, Minolta Copiers Match Play, Wild Coast Classic
- 1988: ICL International, Minolta Copiers Match Play, Bloemfontein Classic
- 1989: South African PGA Championship
- 1990: Palabora Classic
- 1993: South African Masters, Zimbabwe Open, Philips South African Open (Dec.)
- 1994: Bell's Cup
- 1998: Alfred Dunhill South African PGA Championship

Europese Tour
- 1984: Portuguese Open
- 1990: Murphy's Cup
- 1991: Murphy's Cup
- 1992: Volvo PGA Championship
- 1994: South African Open
- 1998: Alfred Dunhill South African PGA Championship
- 2001: Qatar Masters

Senior Tour
- 2008: Jersey Seniors Classic
- 2009: Travis Perkins plc Senior Masters

## Trivia
- De caddie van Tony Johnstone op de Europese Tour was altijd zijn zwager. Deze werkt nu als paramedic in Australië.

#### Teams
- Alfred Dunhill Cup: 1993, 1994, 1995, 1996, 1997, 1998, 2000
- World Cup: 1994, 1995, 1996, 1997, 1998, 2000, 2001
- Hennessy Cognac Cup: 1982